# Квикборн (Пиннеберг)
Квикборн (нем. Quickborn) — город в Германии, в земле Шлезвиг-Гольштейн.
Входит в состав района Пиннеберг. Население составляет 20 556 человек (на 31 декабря 2010 года). Занимает площадь 43,21 км². Официальный код — 01 0 56 041.